# حملة المتوسط 1793-1796

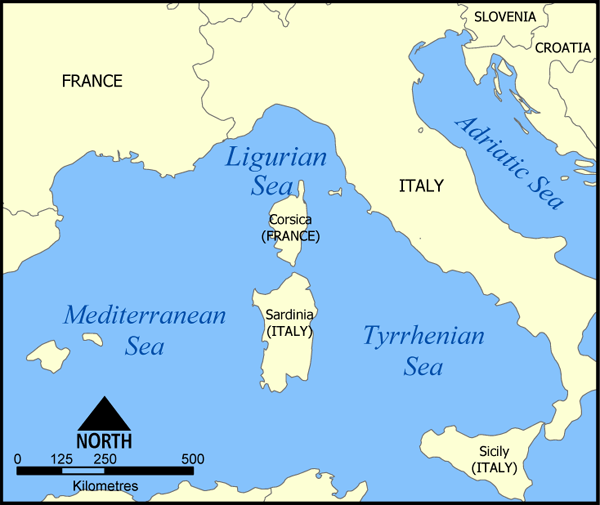
خريطة حديثة لغرب البحر المتوسط. خاضت الأطراف معظم معارك الحملة في البحر الليغوري.

حملة المتوسط بين عامي 1793 و1796 هي إحدى مسارح الحرب الكبرى في السنوات الأولى من حروب الثورة الفرنسية. بدأت الحملة إبان حرب التحالف الأول، واندلع النزاع أساسًا في غرب البحر المتوسط، بين أسطول المتوسط التابع للبحرية الفرنسية المتمركز في تولون جنوب فرنسا من جهة، وأسطول البحر المتوسط التابع للبحرية الملكية البريطانية بمساندة البحرية الإسبانية وأساطيلٍ عسكرية صغيرة تمتلكها بعض الدول الإيطالية. تركّزت المعارك الكبرى في البحر الليغوري، وكان الهدف الرئيسي هو إبقاء الحصار البريطاني البحري على ساحل المتوسط الفرنسي، في حين كان هدف الفرنسيين مقاومة هذا الحصار. انتشر النزاع إلى مناطقٍ إضافية على امتداد طرق التجارة عبر المتوسط، وتميّزت تلك المعارك بانخراط سفنٍ حربية منفردة وأساطيل أصغر حجمًا.
بدأت الحملة بعد فترة قصيرة من نشوب حرب التحالف الأول، انطلاقًا من الهجوم الفرنسيّ على جزيرة سردينيا المحايدة في ديسمبر عام 1792، والذي باء بالفشل. أعلنت فرنسا الحرب على بريطانيا العظمى في فبراير من عام 1793، فأرسلت بريطانيا أسطولًا إلى البحر المتوسط تحت قيادة الأدميرال اللورد هود لحماية طرق التجارة في المنطقة. شهدت البحرية الفرنسية حالةً من التخبط وضعف التنظيم نتيجة الاضطراب الاجتماعي الدائر في البلاد، ولم تستطع مقاومة البريطانيين وحلفائهم في البداية. استطاع هود ـإلى جانب حلفائه الإسبان والإيطاليّين- الاستيلاء على تولون والأسطول الفرنسي بأكمله في أغسطس عام 1793، وذلك بعد اندلاع انتفاضة موالية للملكية في البلدة تلاها حصارٌ استمرّ 4 أشهر نفّذته جيوش الجمهورية الفرنسية التي كان نابليون بونابرت الشاب في صفوفها آنذاك. طُرد الحلفاء في نهاية المطاف، واستعاد الفرنسيون سيطرتهم على الأسطول، لكن البريطانيين دمّروا ما يزيد عن نصف السفن أثناء انسحابهم.
كرّس هود سنة 1794 للاستيلاء على جزيرة كورسيكا، في حين انشغل الفرنسيّون بإعادة الإصلاح، فعزم على جعلها قاعدةً للعمليات الأمامية أثناء حصار تولون. استغرقت العملية وقتًا أطول من المتوقع، وتقاعد هود من الخدمة بحلول سنة 1795 ليحلّ وليام هوثام محلّه. واجه هوثام الأسطول الفرنسي بعد إصلاحه تحت قيادة بيير مارتن، والأخير هو قائد عددٍ من الطلعات التي انطلقت من تولون، فانتهت المواجهات بتحقيق انتصار غير قاطعٍ للبريطانيين في معركتي جنوة وجزر ايير. نشر مارتن أساطيلًا صغيرة وأمرها لاحقًا بتنفيذ عمليات تدميرية ضد التجارة البريطانية. تخلّى حلفاء بريطانيا عنها بحلول عام 1796 جراء الانتصارات العسكرية في إيطاليا والمفاوضات الدبلوماسية مع إسبانيا، فأعلنت إسبانيا الحرب على بريطانيا في شهر سبتمبر، واضعةً الأسطول البريطاني بين فكي كماشة عدوين قويين. سحبت الأميرالية البريطانية أسطولها، الذي خضع لقيادة السير جون جرفيس حينها، من البحر المتوسط إلى نهر تاجة كي تتجنّب دماره.

## خلفية
شنّت الجمهورية الفرنسية، الناشئة عقب الثورة الفرنسية عام 1789، حربًا على الإمبراطورية النمساوية وبروسيا في سنة 1792، فأسست الأخيرتان تحالفًا مع دولٍ أخرى بعد خلع الملك الفرنسي لويس السادس عشر وإعدامه في 21 يناير عام 1793. انضمت مملكة بريطانيا العظمى إلى حرب التحالف الأول في 1 فبراير عام 1793، ووضعت خططًا لفتح جبهة جديدة على البحر المتوسط.
هيمنت الإمبراطورية العثمانية على السواحل الشرقية من البحر المتوسط في عام 1793، فكانت اليونان والأناضول وبلاد الشام تحت سيطرتها، وخضعت دولٌ عميلة أخرى إلى سلطة الإمبراطورية، أبرزها دول تونس والجزائر ومصر في إفريقيا الشمالية. أعلنت الإمبراطورية العثمانية حيادها ظاهريًا في هذا الصراع، لكنها لعبت دورًا مهمًا بصفة شريك تجاري دولي كبير، في حين امتلكت مدن شمال إفريقيا التابعة لها أساطيلًا كبيرةً نفّذت عمليات القرصنة أو الجهاد البحري ضد سفن جميع الدول الأخرى. جاءت المقاومة الوحيدة للعثمانيين في البحر الأدرياتيكي من طرف بحرية جمهورية البندقية الصغيرة، ومع أن شبه الجزيرة الإيطالية قُسّمت إلى عددٍ من الدول المستقلة، هيمنت الإمبراطورية النمساوية على الدول الواقعة في الشمال، وسيطرت مملكة نابولي على تلك الواقعة في الجنوب. برزت على الساحل الشمالي الغربي مملكة سردينيا وجمهورية جنوة ودوقية توسكانا الكبرى. امتلكت نابولي أسطولًا صغيرًا، لكن جميع تلك الدول ليست قوًى بحرية بارزة، بل تكمن أهميتها في موانئها وقوتها التجارية في غرب المتوسط. أما القوى الإقليمية البارزة في الغرب، فهي مملكة إسبانيا وفرنسا التي امتلكت أسطولًا كبيرًا في ميناء تولون المحصّن، وفي تلك المنطقة، كانت جزيرتَا منورقة الإسبانية وكورسيكا الفرنسية إحدى الممتلكات البحرية المهمة، مع أن جزيرة كورسيكا شهدت حينها تمرّد السكان ضد الحكم الفرنسي. امتلكت الإسبان أسطولًا ضخمًا، وتميّز بدرجةٍ عالية من الجاهزيّة والاستعداد لتنفيذ العمليات، لكن ضعف الاستثمار في السنوات السابقة أدى إلى تدهور المؤسسة البحرية وبنيتها التحتية. كان الإسبان مترددين إبان تحالفهم مع البريطانيين، وتزامن ذلك مع تفشي الاستياء من البريطانيين إثر أزمة نوتكا مؤخرًا.
شهدت البحرية الفرنسية حالةً من الاضطراب في بداية حروب الثورة الفرنسية، ومع أنها حققت انتصارات في حرب الاستقلال الأمريكية بين عامي 1775 و1783، لم تحصل البحرية على الاستثمار الكافي في العقود التي جاءت بين الحربين، والسبب في ذلك هو قيام الثورة أساسًا ضد محاولات التاج الفرنسي لزيادة ضرائب البحرية. كانت تولون بؤرة الأزمة إبان الثورة، فشهدت إضراب عمّال حوض بناء السفن وتمرّدهم في نوفمبر من عام 1789. استهدف موجّهوا المؤتمر الوطني الفرنسي فئة الموظفين الفنيين التي ينتمي أغلب أفرادها إلى الطبقة الأرستقراطية، فأدى ذلك إلى انتشار الانشقاق بين صفوف هؤلاء حتى اكتسحت موجة الحسّ الثوري جميع بحارة الأسطول. شهد الأسطول الأطلسي في بريست سلسلة من عمليات التمرد بين سنتي 1790 و1792. وقع اقتتال فئوي بين الأسطول الفرنسي المتمركز في تولون وسكّان البلدة، وفي سبتمبر عام 1792، اقتحمت عصابة ثورية منزل قائد أسطول المتوسط جوزيف ماركيز دو فلوت، فاقتاده الحشد خارج المنزل ثم انهال عليه بالضرب حتى فقد حياته.
لم تمتلك بريطانيا مستعمرات أو قواعدًا بحرية في البحر المتوسط عند اندلاع الحروب الثورية، باستثناء جبل طارق الذي استولت بريطانيا عليه سنة 1704، وهو ميناء محصّن على الساحل الجنوبي لإسبانيا. خضعت مينورقة إلى الحكم البريطاني أيضًا إبان معظم فترة القرن الثامن عشر، لكن الإسبان استعادوا سيطرتهم عليها بعد حرب الاستقلال الأمريكية، تاركين بعض الممتلكات للبريطانيين في المنطقة. كان للبريطانيين مصالحٌ تجارية كبيرة في المتوسط على أي حال، وجرت العادة على نشر الأسطول البريطاني في البحر المتوسط في أوقات الحرب لحماية طرق التجارة البريطانية. كانت البحرية الملكية البريطانية في حالة جاهزيّة عالية، على عكس نظيرتها الفرنسية، والسبب هو التحديث الفعّال الذي طرأ عليها منذ الحرب الأمريكية، وحشْدُ جزءٍ منها عند انخراط بريطانيا سابقًا في أزمة نوتكا عام 1790 والحرب الروسية العثمانية عام 1791. امتلكت بريطانيا أسطول فرقاطات صغيرٍ عند اندلاع الحرب، تقوده سفينة إتش إم إس رومني المجهّزة بخمسين مدفعًا تحت قيادة لواء البحرية صامويل غودال، وتمركز هذا الأسطول في البحر المتوسط.